# Store Magleby Sogn

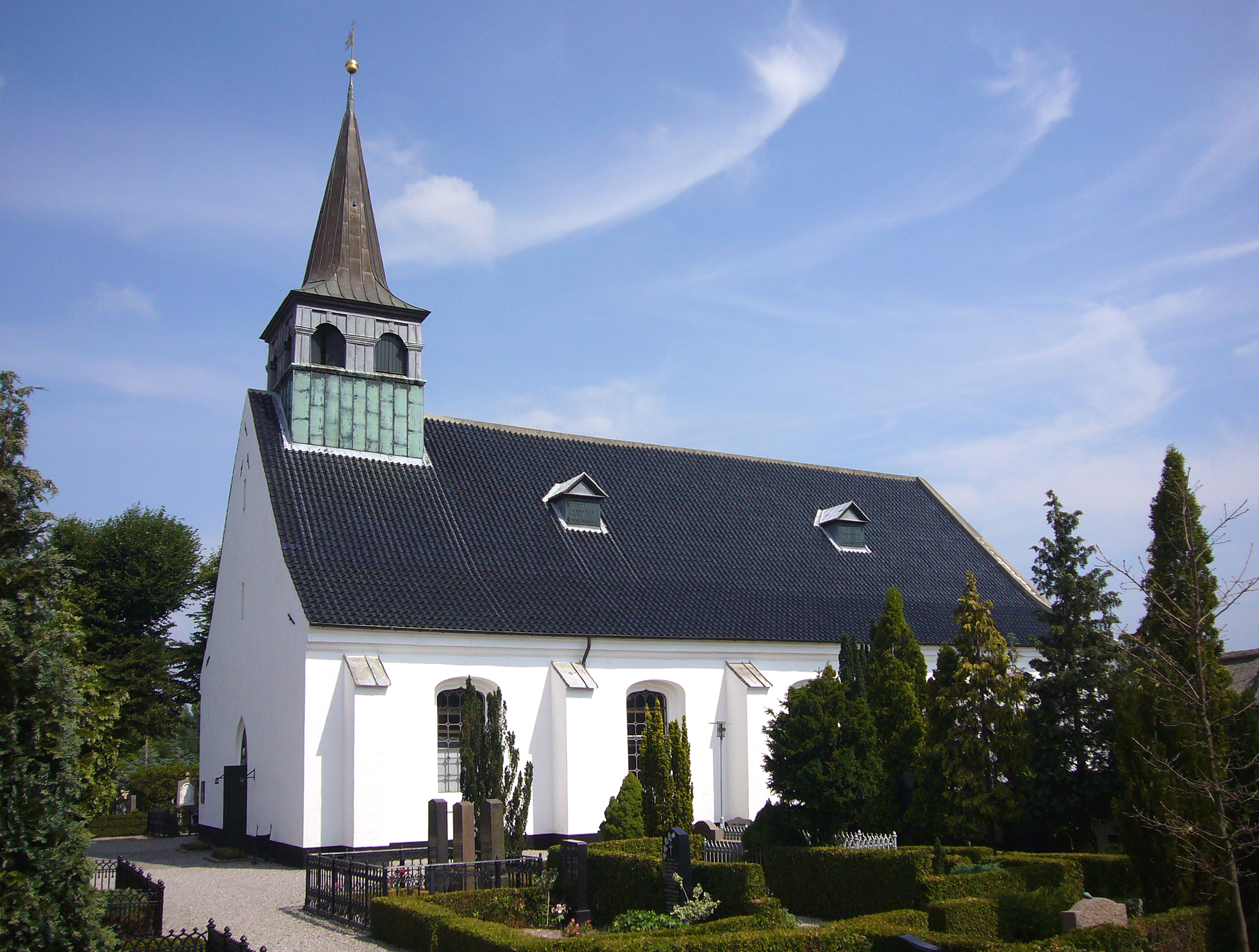
Store Magleby Kirke

Store Magleby Sogn ist eine Kirchspielsgemeinde (dän.: Sogn) in der Gemeinde Dragør im Vorortbereich der dänischen Hauptstadt Kopenhagen. Bis 1970 gehörte sie zur Harde Sokkelund Herred im damaligen Københavns Amt. Mit der Auflösung der Hardenstruktur wurde das Kirchspiel unverändert in die neu gegründete flächengleiche Store Magleby Kommune übernommen, die am 1. April 1974 in der Dragør Kommune aufging. Mit der Kommunalreform zum 1. Januar 2007 blieb die erweiterte Kommune trotz einer Einwohnerzahl von weniger als 20.000 unverändert, gehört aber seitdem zur Region Hovedstaden.
Am 1. Januar 2023 lebten 10.225 Einwohner im Kirchspiel, davon 1811 in der südlich gelegenen Ortschaft Søvang. Auf dem Gebiet der Gemeinde liegt die Store Magleby Kirke.
Nachbargemeinden sind im Osten das Kirchspiel Dragør Sogn sowie auf dem Gebiet der Tårnby Kommune im Nordwesten Skelgårds Sogn und im Norden Tårnby Sogn. Im Südosten und Süden grenzt das Kirchspiel an den Öresund, im Westen an die Bucht von Køge.